# 바비 론디넬리
바비 론디넬리(Bobby Rondinelli, 1955년 7월 27일 ~ )는 미국의 음악가이다.